# ابن أبي يعيش الطرابلسي
ابن أبي يعيش الطرابلسي كان من مهندسي أوائل القرن السادس بمصر، مدة الآمر بأحكام الله الفاطميّ، ولم نقف له على ترجمة، وإنما ذكره المقريزيّ في خططه في كلامه على الرصد وخلاصة ما قال: أن الأفضل بن أمير الجيوش وزير مصر لما أراد إقامة مرصد بمصر، سأل عمّن يتولى له عمله، فأشار عليه مشيره الشيخ أبو الحسن بن أسامة بالقاضيبن أبي يعيش الطرابلسي المهندس العالم الفاضل، وكان ابن أبي يعيش صهره زوج ابنته، وهو شيخ كبير السن والقدر كثير المال، فاستصوب الأفضل ذلك وأمره بالبدء في العمل، فطلب نفقة باهظة أضجرت الأفضل فناط العمل بغيره. ثمّ لمّا قتل الأفضل سنة 505 هجرية وتولى الوزارة المأمون البطائحي استمر في تكميل ما بدأ به الأفضل، وتقيد بخدمة المرصد وملازمته عدة من المهندسين، وكانوا خمسة غير الحساب والمنجمين، فكان ابن أبي يعيش ممّن تقيد بخدمته من المهندسين، إلى أن صرفهم الآمر بعد عزل المأمون البطائحي والقبض عليه.